# 2001년 전국교육대학생 총동맹휴업
2001년 전국의 교육대학생들이 중등교원 자격소지자를 초등교원으로 임용하는 '교대학점제'와 '교대특별학사편입제'에 반대해 전국교육대학생대표자협의회의 주도로 학사일정을 거부하고 약 10주간 동맹휴업에 들어간 사건이다.

## 배경
김대중 대통령은 2003년까지 학급당 학생수를 35명 이하로 감축한다는내용의 '7.20 교육여건 개선계획' 을 발표했다. 2년안에 이를 달성하기 위해서는 교실 증축, 교원 증원등이 단시간 안에 이루어져야 했고 특히 초등교원은 4000명 이상의 증원이 필요했다.
이미 1999년 교원정년 단축 실시와 연금법 개정 파동에 따른 명예퇴직자 증가로 몇 년간 초등교원의 수가 매우 부족한 상황이었는데 이 계획을 달성하기 위해 더욱더 교원 부족 현상이 심해질 것으로 예상되었다.
교육부와 시도교육청은 중등교원 자격소지자 3000~4000명 정도를 교대에서 70학점을 이수한 뒤 초등교원으로 현장에 배치하는 '교대학점제' 실시를 통한 중초임용으로 교원 수급 불균형을 해결하고자 했다.
1999년에도 보수교육을 통해 중초임용을 실시한 적이 있었고 전국 교대생들이 4주간 총동맹휴업으로 저항하는 등 여러 문제가 발생하자 교육부는 이후에는 더 이상 이와같은 방법으로 초등교원을 임용하지 않기로 하였으나 약속을 어기고 다시 중초 임용을 시행하고자 하였다.
당시에도 이미 저출산 고령화현상은 진행 중이었고 이로 인해 2년 정도만 계획을 늦춰도 학급당 학생수 감축이 어느 정도 달성가능할 것으로 예상되었다. 그럼에도 불구하고 무리한 확장공사로 철골교실에서 수업하는 학급이 늘어나고 교원정년 단축 실시 후 부족한 교원을 퇴직한 교사를 다시 기간제로 채용하거나 중초임용을 통해 땜질식으로 수급하고 있는 상황에서, 2003년이라는 무리한 기한을 설정한 것은 당시 여권의 재집권을 위한 무리한 계획이라는 비판이 많았다.
전국교육대학생대표자협의회는 '교대학점제'가 초등 교원의 전문성을 심각하게 위협하고 초등 예비교사들의 생존권을 위협할 뿐만 아니라 교직개방과 교원노동유연화로 이어지는 신자유주의적 교육정책이라 판단하고 전국 교육대학생들의 총동맹휴업을 통해 저항했다.

## 동맹휴업 진행

### 준비기
8월부터 학내외에서 문제제기를 하며 담론이 공론화되었다.
8월 20일 시도교육감회의에서 교원양성소 설치에 관한 건이 논의되었다.
교대협은 8월 27일 보도자료를 통해 교원양성소 설치 건의가 철회되지 않으면 교대생들이 거리로 나설것임을 발표했다.
8월 31일 ~ 9월 2일 부산교대에서 진행된 교대인 한마당에서 하반기 총력투쟁을 결의하고 기자회견을 진행했다.
슬로건은  '졸속적 교원정책 철회와 올바른 교원양성․임용 정책 수립! 신자유주의 교육재편 저지!' 이다.
9월 21일~9월 22일 1차 상경투쟁을 진행했다.

### 1차 동맹휴업기
- 기간 : 10월 8일 ～ 10월 12일

10월 11일 종로에서 진행한 2차 상경투쟁에 1만여명의 교육대학생들이 참가했다.

### 2차 동맹휴업기
- 기간 : 10월 15일 ～ 10월 19일

10월 15일 각 교대 총학생회장들이 삭발하고, 전국 교대생 1만여명이 자퇴서를 제출했고 4학년은 교원 임용고사를 거부하기로 했다.
10월 18일 3차 상경투쟁 (광주, 전주, 춘천, 인천, 서울, 공주교대)에서 교육부 진격투쟁을 진행하고 교대협 대표단이 교육부차관과 면담을 진행했다.

### 3차 동맹휴업기
- 기간 : 10월 22일 ～ 10월 26일

10월 22일 4차 상경투쟁 (인천, 부산, 대구, 진주, 제주, 청주교대, 한국교원대 초등교육과)을 진행했다.
10월 23일 교육부 차관과 2차 면담을 진행했다.

### 무기한 동맹휴업기
- 기간 : 10월 26일 ～

10월 26일 한시적인 동맹휴업으로 해결이 불가능하다고 판단하여 총 투표를 통해 무기한 동맹휴업을 결정했다. 이날 세종로에서 진행된 5차 상경투쟁에는 1만여명이 참가했고 교육부 진격투쟁이 진행되었다.
10월 27일에 교육대학생 대표단 3인이 한완상 교육인적자원부 장관과 면담을 실시했다.
10월 30일 기자회견을 통해 김대중 대통령 면담을 촉구하는 성명서를 발표했다.
11월 2일 교육인적자원부는 교대학점제 방침을 철회하고 중등교사 자격소지자 2500명을 교대에 특별 편입학하고 2004년부터 현장에 배치하는 '교대특별학사편입제'를 확정해 발표했다. 학급당 학생 수 감축 계획의 연차적 시행과 어떠한 형태이건 중초임용의 전면 철회가 일관된 교대협의 입장이었으므로 특별편입제의 철회를 요구했다. 이날 전국 교대생 4학년 상경투쟁이 진행되었다.
교대협은 특별편입제가 위헌 위법 사실 가능성이 높다 판단하고 법적인 대응을 진행했으나 헌법재판소와 행정법원에 제출한 가처분 신청은 기각되었다.
11월 5일 4학년 임용고사 거부 입장을 철회했다.
11월 16일 공주교대, 인천교대, 대구교대, 청주교대, 춘천교대 11월 18일 광주교대의 학교 본관을 점거했고 11월 20일 진주교대, 전주교대의 총장실을 점거했다. 이후 본과에서 농성하고 행정업무 압박 투쟁을 전개했다.
12월 5일 동맹휴업 계속진행에 관한 총투표를 진행해 전체 교대생의 61% 참석 64% 찬성으로 동맹휴업을 계속 진행하기로 결정했다.
12월 11일에 서울, 공주, 청주, 광주, 전주, 춘천, 제주교대에 휴교령이 내렸고, 진주교대는 수업에 복귀했다.
12월 14일에 수업복귀 찬반 총투표를 실시해 수업에 복귀했다.

## 다른 단체와 연대
10월 12일 전국학생연대회의가 투쟁을 지지하는 성명서를 발표했다. 고려대학교 사범대학 학생회가 중초임용을 반대하는 성명을 내었다.
이 시기 전국교직원노동조합은 7차 교육과정 저지, 사립학교법 개정 투쟁에 집중하고 있었는데 교육여건개선계획의 졸속적 추진의 문제점에 의견을 같이하기도해 전교조의 11월 16일~17일간 선봉 투쟁이 전개되었다.

## 결과
'교대학점제' 방안이 철회되고 '교대 학사편입제'로 특별편입학을 한시적 실시했다.
'초등교육발전특별위원회'가 설치되었으나, 이후 흐지부지 되었다. 이 회의에서 학생들은 사실상 발언권을 확보하기 힘들었다.

## 의의
졸속적인 교원수급 대책에 대해 여러차례 방송사 토론회가 개최되는 등 교원양성임용과 교원의 전문성을 사회적 의제로 만들었다.
김대중 정권 이후 전면적 대중투쟁으로 저항한 몇 안되는 사례중 하나이다.
학생운동이 전반적으로 침체되는 시기였지만 1999년과 2001년 두차례의 동맹휴업으로 전국교육대학생대표자협의회는 양적, 질적으로 성장하게 되었다.

## 참조
1. ↑  <김대통령 `교육개혁' 의지 천명>(종합) 연합뉴스 2001년 7월 20일
2. ↑  https://news.naver.com/main/read.nhn?mode=LSD&mid=sec&sid1=102&oid=005&aid=0000075942
3. ↑  연금수령액 감소예상,일선교사들 무더기 명퇴신청 연합뉴스 1999년 3월 29일
4. ↑  중등교원은 사범대와 교직이수 등 혼합형으로 교원을 양성 해오고 있었기에 교원자격 소지자가 충분했지만 사실상 교육대에서만 목적형으로만 양성해온 초등교원은 자격 소지자 전체를 임용한다고 해도 수가 부족할 만큼 부족이 심각했다.
5. ↑  교원양성소와 보수교육 관련법은 1973년 이후로 사실상 사문화되어 있던 상태였으나 이때 다시 제도적 근간이 되었다.
6. ↑  https://news.naver.com/main/read.nhn?mode=LSD&mid=sec&sid1=102&oid=005&aid=0000071404
7. ↑  https://news.naver.com/main/read.nhn?mode=LSD&mid=sec&sid1=102&oid=005&aid=0000074205
8. ↑  https://news.naver.com/main/read.nhn?mode=LSD&mid=sec&sid1=102&oid=001&aid=0000108333
9. ↑  교대생들 `무기한 동맹휴업' 결의
10. ↑  중등교사 자격증 소지자 2500명 교대 학사편입 허용 동아일보 2001년 11월 2일
11. ↑  https://news.naver.com/main/read.nhn?mode=LSD&mid=sec&sid1=102&oid=001&aid=0000115032
12. ↑  https://news.naver.com/main/read.nhn?mode=LSD&mid=sec&sid1=102&oid=001&aid=0000114872
13. ↑  https://news.naver.com/main/read.nhn?mode=LSD&mid=sec&sid1=102&oid=009&aid=0000162000

## 같이 보기
- 전국교육대학생대표자협의회
- 1999년 전국교육대학생 총동맹휴업